# Kroppsljud
Ett kroppsljud är ljud som mer eller mindre frivilligt, orsakas av människokroppen. Ofta räknas inte exempelvis tal och sång till denna kategori.
Exempel på kroppsljud är hosta, rapningar och flatulens.